# Tronul regal din Aachen
Tronul regal din Aachen, cunoscut și sub numele de Tronul lui Carol cel Mare sau Tronul lui Carol, a fost construit din ordinul împăratului Carol cel Mare în cel de-al nouălea deceniu al secolului al VIII-lea, așezat în capela palatină a reședinței regale din Aachen - centrul actualului Dom din Aachen - aflându-se și în prezent pe același loc.

## Istorie

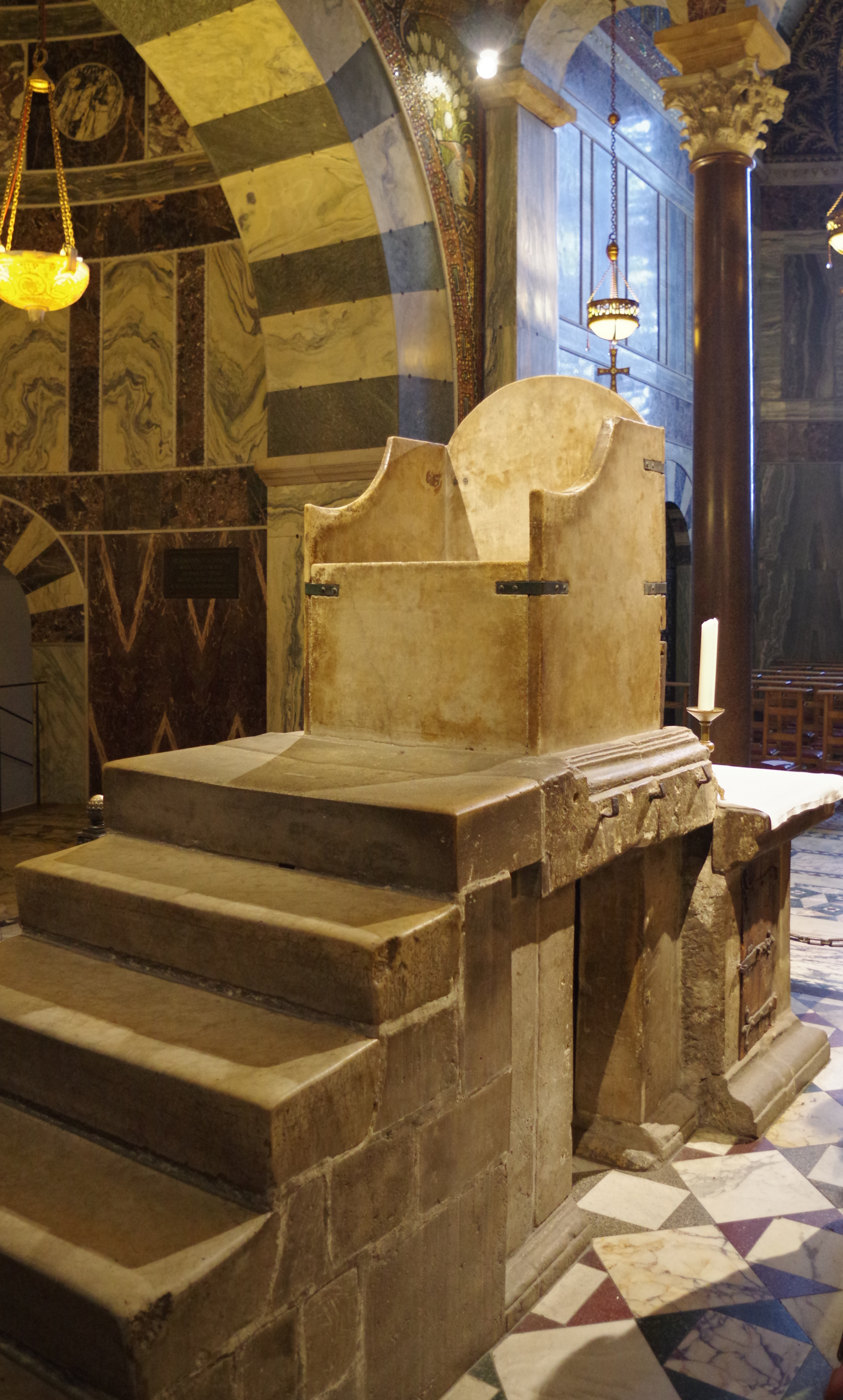
Tronul regal din Aachen

Tronul a slujit la încoronarea regelui Ludovic cel Pios ca vice-împărat în anul 813. De la încoronarea lui Otto cel Mare în 936 până la încoronarea lui Ferdinand I în 1531 a fost folosit pentru încoronarea a peste 30 de regi romano-germani în Sfântul Imperiu Roman.
Carol cel Mare însuși nu a fost încoronat ca rege la Aachen, ci la Noyon în anul 768 și ca împărat (Augustus) la Roma în anul 800. Cu toate acestea, este foarte probabil că el a asistat la slujbele religioase ținute în capela palatină din Aachen stând pe acest tron.

## Construcție și structură

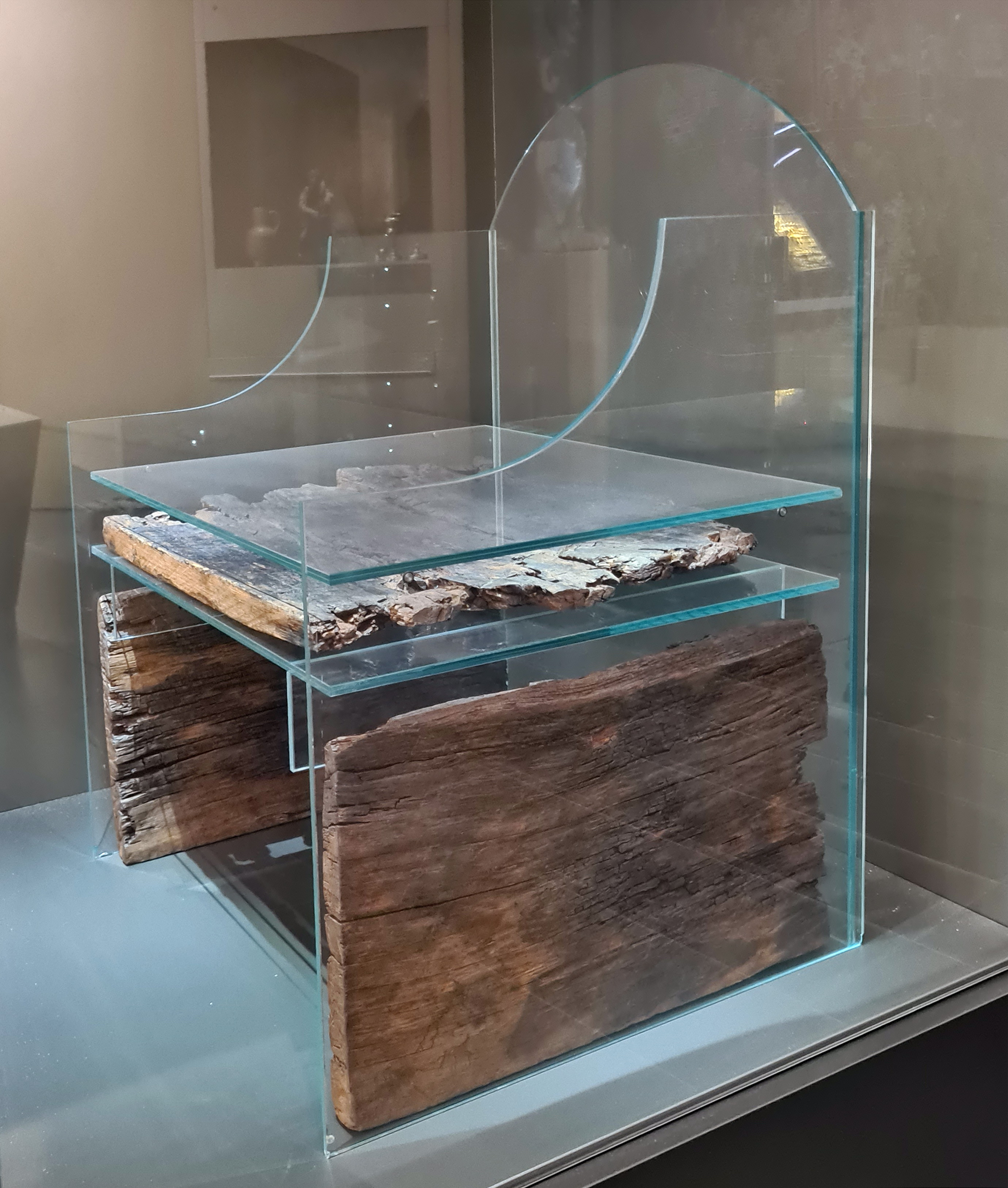
Structura de susținere din lemn (în Rheinisches Landesmuseum Bonn)

Tronul regal este extrem de simplu și nu are ornamente. Șase trepte duc la scaunul care este construit pe un fundament și este alcătuit din patru plăci de marmură de Paros asamblate cu clame din bronz. Conform cercetărilor recente, aceste plăci ca și treptele, provin din Biserica Sfântului Mormânt din Ierusalim. De asemenea, a existat și ideea că plăcile de marmură ar proveni de la scara palatului lui Pilat din Pont, pe care Iisus a urcat după flagelarea sa, ceea ce însă nu s-a putut dovedi.
Pe una dintre plăcile laterale există linii incizate fine care probabil au servit pentru jocul antic denumit țintar. Placa posterioară poartă o reprezentare veche a scenei Răstignirii lui Isus. După cum par să fi fost tratate suprafețele și după sculpturile păgâne și creștine ce provin din diferite epoci, se poate concluziona că plăcile au fost montate de cel puțin trei ori.

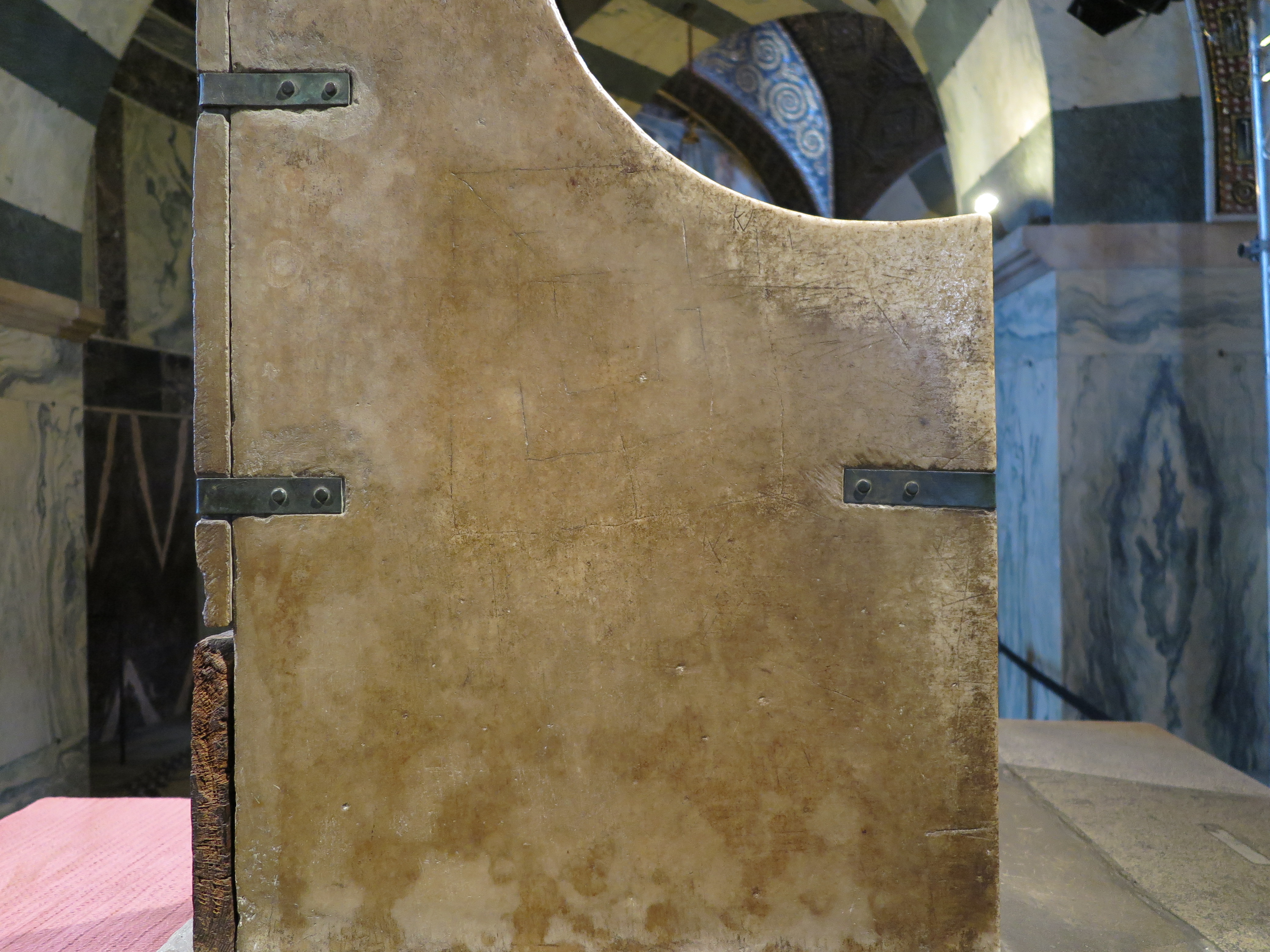
Jocul „țintar” gravat pe placa laterală a tronului

O construcție interioară din lemn, expusă în prezent în muzeu (Rheinisches Landesmuseum Bonn), a servit drept substructură pentru placa orizontală din marmură destinată șederii (astăzi dispărută). Sub aceasta se afla un compartiment în care, după cum arată cercetările recente, erau păstrate însemnele imperiale ale Sfântului Imperiu Roman folosite la încoronare și, de asemenea, Stephansbursa (un relicvar conținând pământ care se spune că a fost stropit cu sângele Sfântului Ștefan). Datarea cu radiocarbon a arătat că placa orizontală din lemn de stejar datează din perioada carolingiană, în jurul anului 800.
Tronul se sprijină pe patru stâlpi din piatră, care permiteau credincioșilor să treacă pe sub tron, un gest care putea reprezenta, pe de o parte, smerenia față de regele încoronat și pe de altă parte, venerarea relicvelor, deoarece Isus avea legătură cu plăcile de marmură. Lustrul suprafețelor interioare ale stâlpilor din piatră dovedesc că nenumărați vizitatori au trecut pe sub tron de-a lungul secolelor.
În spatele tronului se află altarul Sfântului Nicasius care a fost construit din părți ale unui altar carolingian și a fost sfințit în 1305.
Scaunul tronului a supraviețuit de-a lungul secolelor tuturor modificărilor și distrugerilor din capelă. Totuși, datorită măsurilor luate pentru protejarea tezaurului catedralei în Al Doilea Război Mondial, tronul a fost acoperit cu carton gudronat, umplut cu nisip și zidit. Culoarea galben-murdar vizibilă astăzi a fost cauzată de cartonul gudronat și nu a fost îndepărtată pentru a păstra vechile reprezentări.
Piese originale de pardoseală carolingiană se află în pasajul de trecere pe sub tron și în imediata sa apropiere. Tipurile valoroase de piatră folosite provin din vestigii antice și au fost așezate urmând modelul din clădiri reprezentative italiene. Mai exact, pardoseala originală este compusă din marmură albă, porfir antic verde și porfir roșu din Egipt. Este posibil ca materialul să fi provenit din palatul din Ravenna al lui Theodoric cel Mare unde au fost găsite podele foarte asemănătoare.

## Simbolism

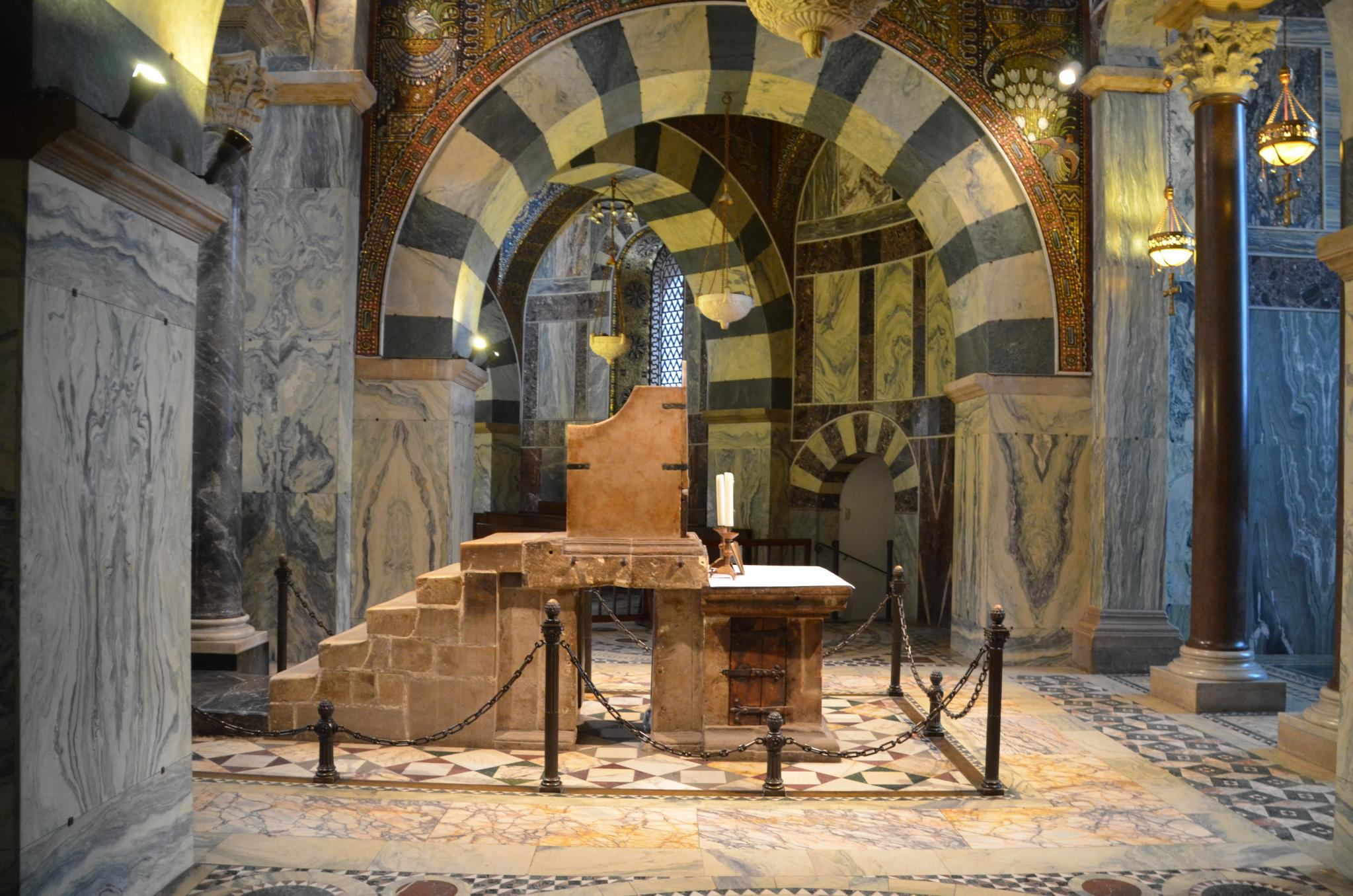
Tronul regal din Aachen (vedere laterală)

Tronul, care este calificat drept o dovadă remarcabilă a Renașterii carolingiene, se află în partea vestică a galeriei superioare (numită în germană Hochmünster) a octogonului carolingian. 
Amplasarea tronului este strâns legată de capela palatină ale cărei proporții exprimate în cifre sunt menite să reprezinte o imagine simbolică a Ierusalimului ceresc. Scaunului, probabil proiectat după modelul biblic al tronului lui Solomon, i s-a atribuit locul cel mai înalt datorită amenajării sale pe o galerie ce asigura regelui o sferă separată. Puterea simbolică inconfundabilă demonstrează pretenția regelui de a stăpâni atât partea laică ca și pe cea spirituală a imperiului și, de asemenea, funcția sa mediator între Cer și Pământ. Numărul de trepte ar putea avea o relevanță simbolică, asemănător tronului lui Solomon care avea tot șase trepte și se afla într-o sală vizavi de templu. O legătură cu modelul Solomon s-ar potrivi, de asemenea, pretenției lui Carol la puterea universală necondiționată ca și simțului misiunii sale de conducător imperial mondial creștin asupra unui nou popor ales al lui Dumnezeu și, prin urmare, rolul său ca nou Solomon. Această interpretare este susținută și de admirația dovedită de Carol pentru tatăl și predecesorul lui Solomon, regele David, al cărui rol de conducător trimis al lui Dumnezeu pe Pământ, s-a străduit întotdeauna să-l egaleze. În anul 801 spune chiar: „I-am dat lui Carol numele „David” la curte”. Această idee este subliniată de folosirea marmurei din Țara Sfântă, ca spolie din Biserica Sfântului Mormânt, #stabilind astfel o legătură cu Hristos și, prin urmare, cu ideea dreptului divin. Conform ideilor medievale, plăcile de marmură deveniseră o relicvă a lui Hristos atunci când fuseseră atinse de el. De aceea a fost probabil acceptată grosimea neregulată a plăcilor și structura inestetică a suprafeței lor. Tronul este plasat în partea vestică a capelei estice. Privirea regelui întronat este îndreptată astfel spre răsărit în așteptarea Judecății de Apoi care firesc avea loc la sfârșitul oricărei stăpâniri lumești (vezi Ad orientem).
Cei patru stâlpi de piatră ai piedestalului și cele patru plăci care alcătuiesc tronul ar putea simboliza Pământul (deasupra căruia se află cârmuitorul lumii) împreună cu cele patru elemente ale sale: foc, apă, aer și pământ, cu cele patru anotimpuri și patru puncte cardinale conform ideilor antice. De asemenea, este posibilă o referire la cele patru râuri ale paradisului care aduc fertilitatea pământului.
Cel mai probabil, în spatele tronului lui Carol s-a aflat un altar al Sfântului Mihail. Astfel, atunci când cel încoronat se așeza pe tron, putea avea încredere că arhanghelul îi va „întări spatele” literalmente.